# Yohann Vincent
Yohann Vincent (28 de mayo de 1979) es un deportista francés que compitió en duatlón. Ganó una medalla de bronce en el Campeonato Europeo de Duatlón de 2008.

## Palmarés internacional
| Campeonato Europeo | Campeonato Europeo | Campeonato Europeo | Campeonato Europeo |
| Año                | Lugar              | Medalla            | Prueba             |
| ------------------ | ------------------ | ------------------ | ------------------ |
| 2008               | Serres ( Grecia)   | Medalla de bronce  | Individual         |